# Jack Buechner
Jack Buechner właściwie John William Buechner (ur. 4 czerwca 1940 w Kirkwood, zm. 6 marca 2020 w Waszyngtonie) – amerykański polityk, członek Partii Republikańskiej.

## Działalność polityczna
Od 1972 do 1982 zasiadał w stanowej Izbie Reprezentantów Missouri. W okresie od 3 stycznia 1987 do 3 stycznia 1991 przez dwie kadencje był przedstawicielem 2. okręgu wyborczego w stanie Missouri w Izbie Reprezentantów Stanów Zjednoczonych.